# MAP2K1
MAP2K1 (англ. Mitogen-activated protein kinase kinase 1) – білок, який кодується однойменним геном, розташованим у людей на короткому плечі 15-ї хромосоми. Довжина поліпептидного ланцюга білка становить 393 амінокислот, а молекулярна маса — 43 439.
| 10         |  | 20         |  | 30         |  | 40         |  | 50         |
| ---------- |  | ---------- |  | ---------- |  | ---------- |  | ---------- |
| MPKKKPTPIQ |  | LNPAPDGSAV |  | NGTSSAETNL |  | EALQKKLEEL |  | ELDEQQRKRL |
| EAFLTQKQKV |  | GELKDDDFEK |  | ISELGAGNGG |  | VVFKVSHKPS |  | GLVMARKLIH |
| LEIKPAIRNQ |  | IIRELQVLHE |  | CNSPYIVGFY |  | GAFYSDGEIS |  | ICMEHMDGGS |
| LDQVLKKAGR |  | IPEQILGKVS |  | IAVIKGLTYL |  | REKHKIMHRD |  | VKPSNILVNS |
| RGEIKLCDFG |  | VSGQLIDSMA |  | NSFVGTRSYM |  | SPERLQGTHY |  | SVQSDIWSMG |
| LSLVEMAVGR |  | YPIPPPDAKE |  | LELMFGCQVE |  | GDAAETPPRP |  | RTPGRPLSSY |
| GMDSRPPMAI |  | FELLDYIVNE |  | PPPKLPSGVF |  | SLEFQDFVNK |  | CLIKNPAERA |
| DLKQLMVHAF |  | IKRSDAEEVD |  | FAGWLCSTIG |  | LNQPSTPTHA |  | AGV        |

A: Аланін

C: Цистеїн

D: Аспарагінова кислота

E: Глутамінова кислота

F: Фенілаланін

G: Гліцин

H: Гістидин

I: Ізолейцин

K: Лізин

L: Лейцин

M: Метіонін

N: Аспарагін

P: Пролін

Q: Глутамін

R: Аргінін

S: Серин

T: Треонін

V: Валін

W: Триптофан

Кодований геном білок за функціями належить до трансфераз, кіназ, серин/треонінових протеїнкіназ, тирозинових протеїнкіназ, фосфопротеїнів. 
Задіяний у таких біологічних процесах, як ацетилювання, альтернативний сплайсинг. 
Білок має сайт для зв'язування з АТФ, нуклеотидами. 
Локалізований у цитоплазмі, цитоскелеті, ядрі, мембрані.